# Puits (Verdun)
Pour les articles homonymes, voir Puits.
Le puits situé 6 rue Saint-Maur à Verdun est un édifice situé dans la ville de Verdun, dans la Meuse en région Grand Est.

## Histoire
L'édicule du puits dépendant de l'immeuble est inscrit au titre des monuments historiques par arrêté du 15 juin 1992.
Il est situé dans le jardin de l'ancienne abbaye des religieuses bénédictines de Saint Maur, datant du 1re moitié du XVIIIe siècle.